# 盲孔
盲孔（もうこう、foramen caecum）とは、歯の退化形の一つ。上顎切歯（特に上顎側切歯）に存在することがある。舌側面窩において基底結節の内側で歯頸部に向けて伸びている孔で、両側性であることも多い。一般にう蝕の好発部位と言われている。盲孔が深い場合は重積歯として取り扱う。
報告者によっても発生率は大きく異なるが、日本人の上顎側切歯では30%〜40%で発生していると見られる。